# Diadegma novaezealandiae
Diadegma novaezealandiae är en stekelart som beskrevs av Azidah, Fitton och Donald L.J. Quicke 2000. Diadegma novaezealandiae ingår i släktet Diadegma och familjen brokparasitsteklar. Inga underarter finns listade i Catalogue of Life.